# Astroclon propugnatoris
Astroclon propugnatoris is een slangster uit de familie Gorgonocephalidae.
De wetenschappelijke naam van de soort werd in 1879 gepubliceerd door Theodore Lyman.